# Hôtel de Knuyt de Vosmaer
L’Hôtel de Knuyt de Vosmaer est un hôtel particulier de style éclectique situé à Bruxelles, rue du Congrès n° 33, construit entre 1878 et 1879 par l'architecte Joseph Naert.

## Historique
L'hôtel est une commande d'Hector De Knuyt (1835-1913), fils d'un grand propriétaire terrien et bourgmestre de Koolkerke, Édouard De Knuyt.
En 1881, le bâtiment est acquis par Édouard Empain qui y installe son domicile, bientôt suivi par son frère François, et le siège de sa banque.
Classé mais abandonné, le bâtiment est utilisé comme terrain d'exercice pour les chiens anti-drogue de la police fédérale belge.
Un promoteur a entrepris d'importants travaux de restauration qui ont été menés entre 2013 et 2020. L'hôtel se compose désormais d'un rez commercial et de bureaux aux étages, mis en location.